# Tabaré González (Politiker)
Tabaré González (* 13. Februar 1936 in Montevideo; † 10. Mai 2013 ebenda) war ein uruguayischer Politiker.
Tabaré González schloss 1965 ein Medizinstudium an der medizinischen Fakultät der Universidad de la República (UdelaR) erfolgreich ab. Als Mediziner spezialisierte er sich in den Fachbereichen Anästhesiologie, Intensivmedizin und Gesundheitsvorsorge. Er heiratete Marta Römer, eine leitende Krankenschwester der Notfallstation des montevideanischen Hospital de Clínicas. Mit ihr hatte er drei Töchter und vier Enkelkinder. González war in der Folgezeit unter anderem als Mitarbeiter am Lehrstuhl für Hygiene und Präventivmedizin der UdelaR tätig und hatte verschiedene Funktionen im Hospital de Clínicas inne. Diese Anstellung verlor er jedoch 1975, nachdem in Uruguay die zivil-militärische Diktatur Platz gegriffen hatte. Auch arbeitete er in Montevideo für das CASMU, das Hospital Italiano, das Hospital Britanico und das Sanatorio Impasa. Nachdem er zwischenzeitlich ins Exil gegangen war, führte er in verschiedenen lateinamerikanischen Ländern, darunter Ecuador, Nicaragua und Bolivien wissenschaftlich-technische Tätigkeiten aus. Von 1980 bis 1985 war er in jenen Ländern Berater des OPS/OMS. 1985 kehrte er nach Uruguay zurück, war aber noch bis 1996 phasenweise immer wieder für die OPS als Berater aktiv. Von 1990 bis 1995 wirkte er in der Intendencia von Montevideo als Stellvertreter des seinerzeitigen Intendente Tabaré Vázquez, für den er in verschiedenen Phasen interimsweise das Amt des Intendente übernahm. Bis 1992 hatte er dort die Funktion des Generaldirektors der Abteilung für Gesundheit und Soziales inne. Anschließend war er bis Juni 1994 verantwortlich für die Zentraleinheit der Stadtplanung ("Unidad Central de Planificación Municipal"). Ab diesem Zeitpunkt war er bis zum 15. Februar 1995 selbst Intendente des Departamentos Montevideo. 1997 wurde ihm eine Gastprofessur an der brasilianischen Bundesuniversität von Rio Grande do Sul übertragen. In der 45. Legislaturperiode übernahm González als Vertreter der Partido Encuentro Progresista/Frente Amplio für einige Tage ein Mandat als stellvertretender Senator in der Cámara de Senadores. Ab 2005 hatte er den Vorsitz der Administración de Servicios de Salud del Estado (ASSE) inne und wurde dort nach seinem Rücktritt im Jahre 2008 durch Baltasar Aguilar ersetzt.